# Prix Széchenyi
Le prix Széchenyi (en hongrois : Széchenyi-díj, /ˈseːtʃeːɲi ˈdiːj/), créé en 1990 comme successeur du prix d'État de la République populaire de Hongrie, est un prix hongrois remis à des personnalités magyarophones ayant apporté une contribution importante à la vie académique hongroise. Il tient son nom d'István Széchenyi, considéré comme l'une des plus grandes personnalités de l'histoire de la Hongrie.

## Lauréats
- 1990 : János Harmatta
- 1991 : Alex Szalay (en)
- 1995 : Ágnes Heller
- 1994 : János Kornai
- 1995 : Zsuzsa Ferge
- 1997 : Vera T. Sós
- 1998 : György Enyedi
- 1998 : Miklós Laczkovich
- 2000 : Thomas Molnar
- 2005 : Gyula O. H. Katona
- 2007 : Katalin Keserü (en)[1]
- 2007 : Mihály Simai (en)
- 2007 : András Szőllősy
- 2008 : László Lovász
- 2009 : András Jánossy
- 2010 : András Sárközy
- 2011 : Mihaly Csikszentmihalyi, Miklós Szabó
- 2011 : László Lénárd (en)
- 2011 : Lajos Pósa (en)
- 2011 : Gábor Stépán (en)
- 2012 : Telegdy Gyula
- 2013 : György Kéri (en)
- 2014 : Mária Schmidt (en), Miklós Simonovits, Gábor Tusnády
- 2015 : Endre Szemerédi
- 2016 : Péter Erdős, Miklós Maróth
- 2017 : Béla Bollobás
- 2021 : Katalin Karikó
- 2021 : András Perczel (en)